# دهستان بیرم
دهستان بیرم، یکی از دهستان‌های بخش بیرم شهرستان لارستان در استان فارس ایران است. مرکز این دهستان، شهر بیرم است.

## جمعیت
بر پایه سرشماری عمومی نفوس و مسکن در سال ۱۳۹۵، جمعیت دهستان بیرم برابر با ۲۷۰ نفر بوده است.